# 多曲隙蛛
多曲隙蛛（学名：Coelotes sinualis）为暗蛛科隙蛛属的动物。在中国大陆，分布于湖北等地。该物种的模式产地在湖北。